# China (Maine)
China es un pueblo ubicado en el condado de Kennebec en el estado estadounidense de Maine. En el Censo de 2010 tenía una población de 4.328 habitantes y una densidad poblacional de 29,39 personas por km².

## Geografía
China se encuentra ubicado en las coordenadas 44°24′52″N 69°32′7″O / 44.41444, -69.53528. Según la Oficina del Censo de los Estados Unidos, China tiene una superficie total de 147.26 km², de la cual 129.19 km² corresponden a tierra firme y (12.27%) 18.07 km² es agua.

## Demografía
Según el censo de 2010, había 4.328 personas residiendo en China. La densidad de población era de 29,39 hab./km². De los 4.328 habitantes, China estaba compuesto por el 97.09% blancos, el 0.35% eran afroamericanos, el 0.53% eran amerindios, el 0.44% eran asiáticos, el 0.02% eran isleños del Pacífico, el 0.16% eran de otras razas y el 1.41% pertenecían a dos o más razas. Del total de la población el 0.85% eran hispanos o latinos de cualquier raza.